# Colegio Libre de Eméritos
El Colegio Libre de Eméritos Universitarios de Madrid es una fundación cultural sin ánimo de lucro creada en 1986, cuando se promulgó en España una ley, posteriormente reformada, que decretaba la jubilación forzosa a los 65 años. Nació, por tanto, con el fin de recuperar a todos los profesores que a pesar de estar en plenitud de facultades debían jubilarse. 
Hoy en día lo integran más de noventa profesores: Profesores del Colegio Libre de Eméritos
El actual presidente es Fernando Ruiz Ruiz. La fundación organiza conferencias y seminarios que imparten sus miembros, principalmente en Madrid, pero también en otras ciudades que lo solicitan.

## Fundadores
- Rafael Anson Oliart
- Fernando Chueca Goitia
- Antonio Colino López
- José María Escondrillas Damborenea
- Álvaro García Lomas Sanchiz
- Manuel García Pelayo
- Manuel Gómez de Pablos
- Francisco Grande Covián
- Santiago Grisolía García
- Pedro Laín Entralgo
- Rafael Lapesa Melgar
- José Lladó Fernández-Urrutia
- Antonio López Fernández
- Julián Marías Aguilera
- Severo Ochoa de Albornoz
- José Luis Pinillos Díaz
- Rafael del Pino Moreno
- José Miguel de la Rica Basagoiti
- José Ángel Sánchez Asiaín
- Alberto Sols García
- Gregorio Varela Mosquera